# Palazzo Isolani

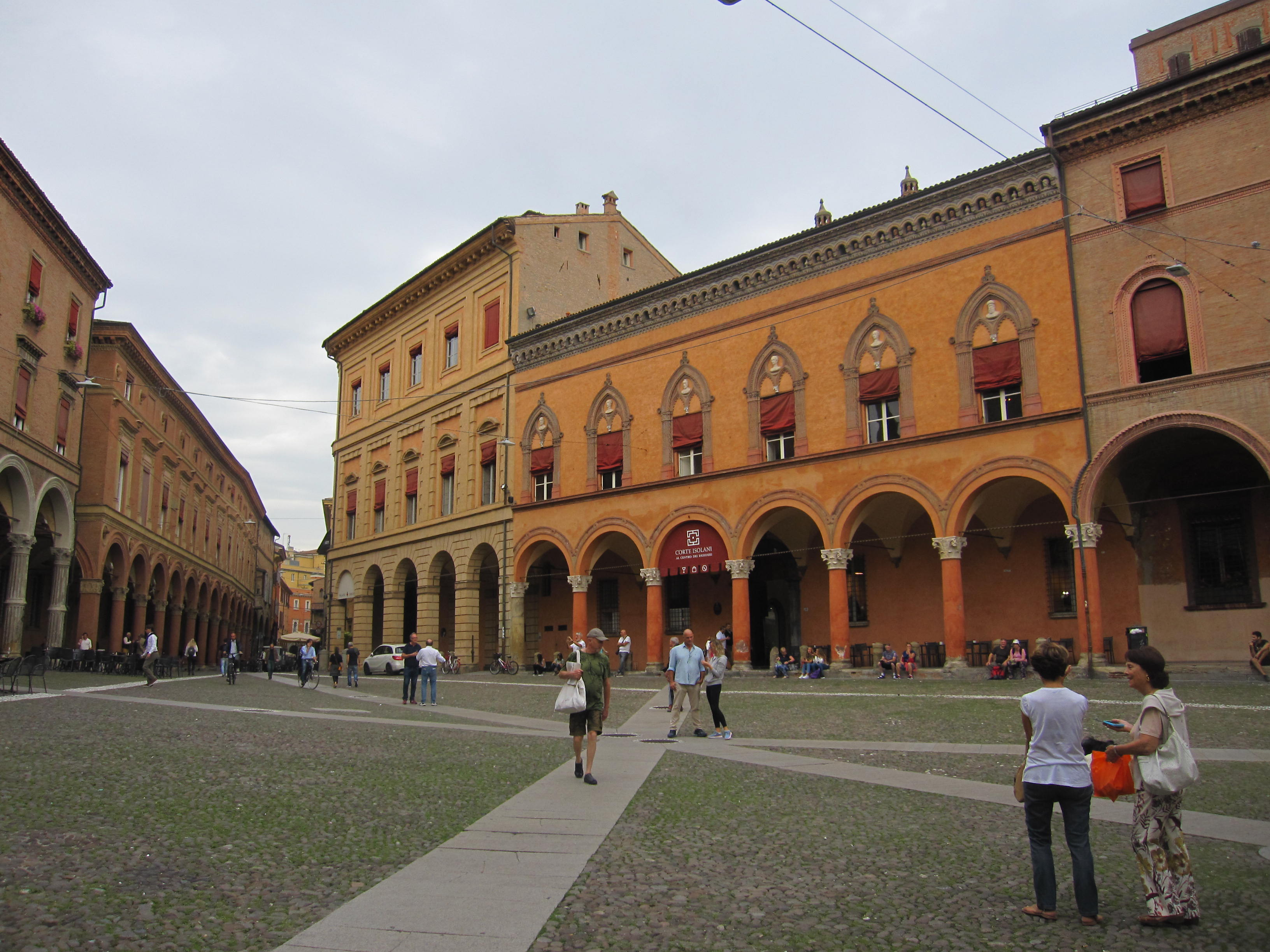
Palazzo Isolani

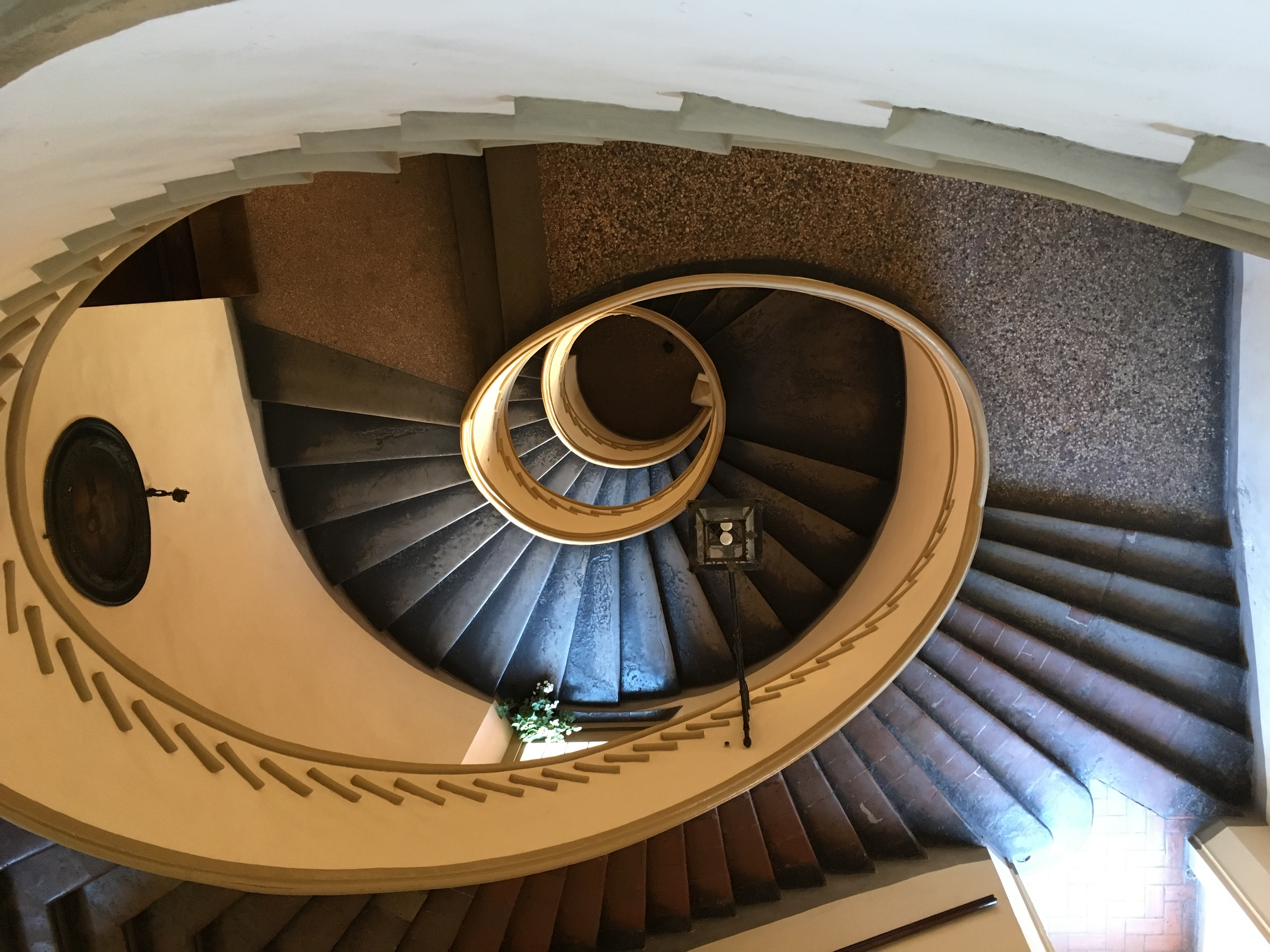
Schraubenförmige Treppe des Palastes

Der Palazzo Isolani ist ein Palast im historischen Zentrum von Bologna in der italienischen Region Emilia-Romagna. Er liegt in der Strada Santo Stefano.

## Geschichte
An der Stelle, an der heute der Palazzo Isolani steht, standen früher einige Häuser, die Ende des 14. Jahrhunderts der Familie De’ Bianchi gehörten. Im 15. Jahrhundert lebten dort anscheinend die Arrighis oder Enricis und danach die Fiessis. Am 24. September 1500 tauschten Francesco und Giovanni Fiessi dieses Haus mit Bartolomeo Lupari. Zu dieser Zeit bestand das Anwesen aus „einem Haus mit Marmorbrunnen im Garten und mit Kapelle für die Lesung der Messe“. Der letzte Erbe dieses Zweiges der Familie Lupari war Maria Francesca Lupari, Tochter des Senators Marcantonio Lupari jun. und Gattin des Grafen Iacopo d'Alamanno Isolani. So fiel das Gebäude 1671 als Erbe an die Familie Isolani und wurde 1701, zur Ernennung des Senators Alamanno Isolani zum Gonfaloniere der Stadt, mit dem Anwesen der Familie in der Strada Maggiore zusammengelegt. Letzterer beauftragte 1708 den Architekten Giuseppe Antonio Torri mit der Planung der heutigen Fassade.

## Beschreibung
Die Fassade des Palastes ist durch die regelmäßige Geometrie der drei Stockwerke charakterisiert, die im Erdgeschoss aus einer Vorhalle mit fünf Bögen, im ersten Obergeschoss aus fünf großen, rechteckigen Fenstern mit krummlinigen Giebeln und im zweiten Obergeschoss ebenfalls von fünf rechteckigen Fenstern bestehen.
Im Inneren des Palastes ist im Innenhof aus dem 16. Jahrhundert eine einzigartige, schraubenförmige Treppe erhalten, die im Jahre 1500 erbaut wurde und Giacomo Barozzi da Vignola zugeschrieben wird; sie wurde später umgebaut.
Die Räume aus dem 18. Jahrhundert im Erdgeschoss sind reich mit Fresken von Francesco Stagno und Antonio Rolli versehen, denen auch die Fresken des Saales zugeschrieben werden, der mit dem „Triumpf der Felsina und des Hauses Isolani“ dekoriert ist. Die Innenräume sind darüber hinaus mit Bildwirkereien aus Damast und Familienporträts dekoriert und mit den Möbeln der Familie eingerichtet. Darunter befinden sich auch die Porträts der Isolanis und die der Familie des Königs von Neapel Joachim Murat, mit dem die Isolanis im frühen 19. Jahrhundert verwandt waren.